# André Weßels
André Weßels (født 21. oktober 1981) er en tysk fægter.
Weßels' første store resultat kom ved VM i 2002, hvor han vandt individuelt sølv og guld i holdkonkurrencen i fleuret. Året efter vandt han VM-bronze med holdet. Han deltog i Sommer-OL 2004 i Athen, hvor han stillede op både individuelt og i holdkonkurrencen. Individuelt blev han nummer 24, mens det tyske hold blev nummer seks. I 2011 var han igen med til at vinde VM-bronze med Tyskland.
Han var igen med for Tyskland ved OL 2012 i London, hvor han stillede op i holdkonkurrencen. Her stillede ni hold op, og tyskerne sad over i første runde, hvorpå de i kvartfinalen besejrede Rusland. Semifinalen mod Japan blev noget af en gyser, der endte 41-40 til Japan, og Tyskland måtte tage til takke med en kamp om bronze mod USA, der tabte deres semifinale til Italien. Tyskerne vandt bronzekampen klart med 45-27, mens Italien fik guld og Japan sølv. Tysklands hold bestod foruden Weßels af Sebastian Bachmann, Peter Joppich og Benjamin Kleibrink.